# اورکو پاردو
اورکو پاردو (یونانی: Ούρκο Ράφαελ Πάρντο Γκόας؛ زادهٔ ۲۸ ژانویهٔ ۱۹۸۳) بازیکن فوتبال اهل بلژیک است.
از باشگاه‌هایی که در آن بازی کرده‌است می‌توان به باشگاه فوتبال المپیاکوس، باشگاه فوتبال بارسلونا سی، باشگاه فوتبال ایراکلیس ۱۹۰۸، باشگاه فوتبال سابادل، باشگاه فوتبال آپوئل، باشگاه فوتبال بارسلونا بی، باشگاه فوتبال بارسلونا، و باشگاه فوتبال راپید بخارست اشاره کرد.
وی همچنین در تیم ملی فوتبال قبرس بازی کرده‌است.